# 게티즈버그 전투
게티즈버그 전투는 1863년 7월 1일부터 1863년 7월 3일까지 펜실베이니아주 게티즈버그 인근에서 게티즈버그 전역 가운데 가장 중요한 전투이자 남북 전쟁에서 가장 참혹한 전투였으며, 흔히 남북 전쟁에서 전환점으로 평가한다. 이 전투에서 북부의 조지 미드 장군이 이끄는 포토맥군은 남부의 로버트 리 장군이 이끄는 북버지니아군의 공격을 결정적으로 무너뜨렸다. 이로써 리의 두 번째이자 마지막 북부 침입은 실패로 끝났고, 워싱턴을 공격하여 남부 독립을 승인받고 전쟁을 끝내고자 했던 남부 전략도 실패로 끝났다.

## 전투 배경
리는 챈슬러즈빌 전투(1863년 5월 1일 ~ 5월 3일)에서 북부의 포토맥군에게 승리를 거둔 지 얼마 후 리는 두 번째 북부로 진격을 결심했다. 이번 진격으로 리는 북군의 여름 전쟁 계획을 망가뜨리고, 빅스버그에서 포위된 남군 수비대를 구하고자 했다. 여기에 더해, 전쟁으로 황폐화된 버지니아에 제공하기 위해 북부 농장에서 필요한 물자를 확보하려고 했다.
원래 빅스버그에 대한 구원 계획을 검토하는 과정에서 롱스트리트의 2개 사단을 빅스버그로 보내 빅스버그를 구원하는 안을 검토했었다. 그러나 리가 이 방안에 반대하고 대신 롱스트리트 병력을 포함하여 동원할 수 있는 가용 병력을 모두 동원하여 필라델피아나 워싱턴 D.C.를 점령하자는 제안을 했다.
롱스트리트 2개 사단을 머나먼 빅스버그로 보내도 제때에 맞춰 빅스버그를 포위한 북군(이때 지휘관이 율리시스 그랜트였다)을 물리치고 빅스버그를 구원할 수 있을지 여부는 불확실하지만, 리의 7만 5천 병력은 펜실베이니아의 필라델피아, 메릴랜드의 볼티모어, 그리고 워싱턴 D.C.을 위협할 수 있었고, 북부에서 고조하던 평화운동에 힘을 실어줄 수도 있다는 게 리의 생각이었다. 롱스트리트 군단이 빅스버그에 도착할 즈음엔 빅스버그는 이미 북군이 점령할 수도 있고, 그렇게 되면 롱스트리트 군단은 시간만 버린 꼴이 되기 때문이었다.
리는 이 작전으로 북군에 치명타를 가해 링컨이 평화운동 공세에 굴복하여 남부 독립을 인정하는 평화조약을 체결하고자 했다. 남부 전쟁 자원 한계 때문에 계속 전쟁을 끌면 남부에 유리할 게 하나도 없다는 점을 리는 알고 있었다(이 때문에 리는 전투 기간 내내 불리한 위치에서도 정면 공격을 계속 고집했다. 서둘러 북군 주력을 섬멸해야 했다). 또, 이번 진격으로 리는 그때까지 남부동맹 독립에 관해 태도가 분명하지 않던 유럽 각국 승인을 얻고자 했다. 유럽 승인을 얻으면 북부가 항복까지는 아니더라도 평화 조약 체결에는 응하리라고 믿었던 것이다. 그렇게 되면 빅스버그 포위는 자연스레 풀린다고 리는 생각했다.
6월 3일, 리 군대는 버지니아주 프레더릭스버그에서 북쪽으로 이동하기 시작했다. 명령 체계 효율성을 위하여 리는 큰 2개 군단을 3개 군단으로 재편했다. 제임스 롱스트리트(James Longstreet)는 1군단장에 유임되었다. 그러나 토마스 "스톤월" 잭슨(Thomas J. "Stonewall" Jackson) 군단은 둘로 쪼개 하나는 리처드 유얼 소장이 맡았고, 3군단은 A. P. 힐 중장이 맡았다. 게티즈버그의 남군 전투 서열은 북버지니아군 부대와 지휘관들을 보여준다. 이월이나 힐, 두 사람 모두 잭슨 휘하에서 경험을 쌓은 용장이었다.
조지프 후커(Joseph Hooker) 소장의 북군 포토맥군은 여전히 7개 보병군단, 기병군단과 예비 포병대로 구성되어 대략 9만 명 이상 병력이었다. 그러나 링컨 대통령은 후커를 곧 조지 미드 장군과 교체하였다. 챈슬러즈빌 전투 패배와 리의 두 번째 포토맥 진격에 주저하면서 자신감을 상실한 태도를 보였기 때문이었다. 조지프 맥클랠란의 아픈 기억이 있던 링컨은 맥클랠란과 똑같은 태도를 보인 후커에 크게 실망했고, 아무도 예상못했던 (심지어 그 자신조차도) 미드를 포토맥군 사령관에 임명했다. 게티즈버그의 북군 전투 서열은 포토맥군 사령관이 미드로 교체된 후 북군 부대와 지휘관들의 목록이다.
게티즈버그 전역 첫 번째 대규모 교전은 6월 9일 버지니아의 쿨피퍼에서 가까운 브랜디 기차역에서 기병대 간에 벌어진 전투였다. 젭 스튜어트 휘하 남군 기병대가 북군 기병대에게 기습당했으나 최종적으로 남군이 승리하였다. 그렇지만 남북 전쟁 중 최대 규모 기병전이었던 이 전투에서 북군 기병대 실력이 남군 기병대와 대등해졌음이 입증되었다. 그 이전에만 해도 북군 기병대는 남군 기병대에 일방적으로 밀리기 일쑤였다. 더 중요한 것은 이 전투로 자존심이 상한 스튜어트가 복수를 하기 위해 북군 후방으로 깊숙이 침입하여 약탈과 파괴행위를 하면서 정작 본래 임무인 본대인 보병군단을 위한 적정 정찰 및 엄호 임무를 제대로 수행하지 않았다는 점이다. 이 때문에 리는 북군 포토맥군 움직임에 관한 정보를 전투 개시 직전까지 제대로 받을 수 없었다. 반면에, 해임된 후커를 대신하여 사령관이 된 북부의 미드는 남군 움직임을 상세하게 알고 있었다.
6월 중순, 리의 북버지니아군은 포토맥강을 건너 메릴랜드로 진격할 채비를 갖췄다. 버지니아주 윈체스터와 마틴스버그에서 북군 수비대를 격퇴한 후, 이월의 2군단이 6월 15일에 강을 건너기 시작했다. 힐과 롱스트리트 군단이 6월 24일과 6월 25일에 그 뒤를 따랐다. 워싱턴과 리 군대 사이에서 후커군은 그 뒤를 추격했다(아직 미드로 교체되기 전이었다). 북군은 6월 25일부터 6월 27일 사이 포토맥강을 건넜다.
그 사이 논쟁 속에서 리는 젭 스튜어트에게 기병대를 맡아서 북군 주변을 견제하도록 했다. 어쨌거나 리 명령은 상당한 재량권을 부여한 채 스튜어트에게 전달되었고, 두 장군은 스튜어트 기병대의 장기간 부재 및 본대에 남았을 경우 할 수 있던 역할을 할당하지 못해 벌어진 실패에 대한 책임이 있다. 스튜어트와 휘하 여단장 3명은 첫째 날과 둘째 날 전투 및 게티즈버그로 접근하는 중요한 시기에 자리에 없었다. 그들은 6월 9일에 기습을 당해 망신을 당한 것에 대해 앙갚음을 하기 위해 너무 깊숙이 북군 후방에 침투하는 바람에, 포토맥군의 동향을 파악하고 그들의 활동을 견제하여 본대를 보호한다는 기병대 본연의 임무를 수행하지 못한 것이다.
6월 29일, 남군은 챔버스버그로부터 반원형으로 서스퀘하나 강과 해리스버그와 라이츠빌에 가까운 게티즈버그의 북서쪽 28마일(45킬로미터), 게티즈버그의 북쪽으로 30마일(48km) 지점에 길게 뻗어 산개되어 있었다.
한편 하퍼스페리 수비대 병력 사용 문제에 대한 논쟁 때문에 링컨에 반발한 후커는 사표를 제출했고, 후커를 해임할 명분을 찾고 있던 링컨과 북부연방군 총사령관 헨리 할렉은 즉시 그의 사표를 수리했다. 그들은 6월 27일에서 6월 28일 사이에 당시 5군단 군단장이던 조지 고든 미드(George Gordon Meade)를 새 사령관에 임명했다.
6월 29일, 리가 포토맥군이 포토맥강을 건넜다는 사실을 알았다. 이 소식을 접한 리는 예하 전 부대에 캐시타운으로 집결하라고 명령했다. 캐쉬타운은 게티즈버그 서쪽 8마일(13킬로미터) 지점에 있었다. 이 명령에는 적과 접전은 피하라는 내용도 포함되어 있었다. 어쨌거나 주전장은 리가 결정할 문제였다. 그렇지만 실제로 게티즈버그 전투는 리가 싸우고자 했던 전장은 아니었으며, 새로 포토맥군 사령관에 임명된 미드 또한 게티즈버그에서 싸울 생각은 없었다. 게티즈버그에서 양군이 격돌하게 된 것은 순전히 북군 기병사단장 존 뷰퍼드 때문이었다.
양군을 통틀어 제일 먼저 게티즈버그로 온 뷰퍼드는 한눈에 게티즈버그와 주변 지형이 고지를 먼저 장악한 쪽에 유리하다는 것을 간파했다. 뷰퍼드는 즉각 휘하 기병대를 말에서 내리게 하여 전투 준비에 돌입했고, 한편으로는 1군단장 레이놀즈 장군에게 현재 상황을 알리고 오래 버틸 수 없으므로 즉시 휘하 군단과 함께 와줄 것을 청하는 편지를 보냈다. 6월 29일의 일이었다. 남군은 이러한 사정을 까맣게 모르고 있었고, 기껏 소규모 정찰대 수준으로만 생각했다. 남군의 스튜어트 기병대가 자리를 비운 결과였다.
6월 30일 힐 군단의 일부가 캐쉬타운에 주둔하는 동안, 힐의 여단 중 하나인 존스턴 페티그루가 지휘하는 노스캐롤라이나 여단이 게티즈버그로 접근했다. 헨리 히스 소장은 회고록을 통해서 페티그루 여단이 마을에서 많은 양의 신발을 찾으려고 했다고 주장했지만, 이 설명에 대해서는 의문점이 제기되고 있기도 하다.
페티그류 부대가 게티즈버그에 도착했을 때, 그들은 북군의 존 뷰퍼드 준장이 이끄는 기병대가 마을 서쪽에 있다는 것을 알았고, 페티그루는 일단 그들과 교전은 피하고 캐쉬타운으로 복귀했다. 페티그루가 힐과 헨리 히스에게 그가 봤던 것을 설명했을 때 어느 누구도 마을 안이나 근처에 상당한 규모의 북군 병력이 있을 것이라고는 믿지 않았다. 기껏해야 펜실베이니아 민병대 정도일 것이라고 가볍게 생각했다. 전 병력이 도착할 때까지 적과 교전은 피하라는 리의 명령에도, 힐은 그 전면에 있는 적군 규모와 전력을 파악한다는 이유로 다음 날 아침에 상당한 규모 정찰 병력을 내보내기로 결심했다. 7월 1일 오전 5시경, 히스 사단은 게티즈버그로 진격을 시작했다.

## 전투 첫째 날 (7월 1일)

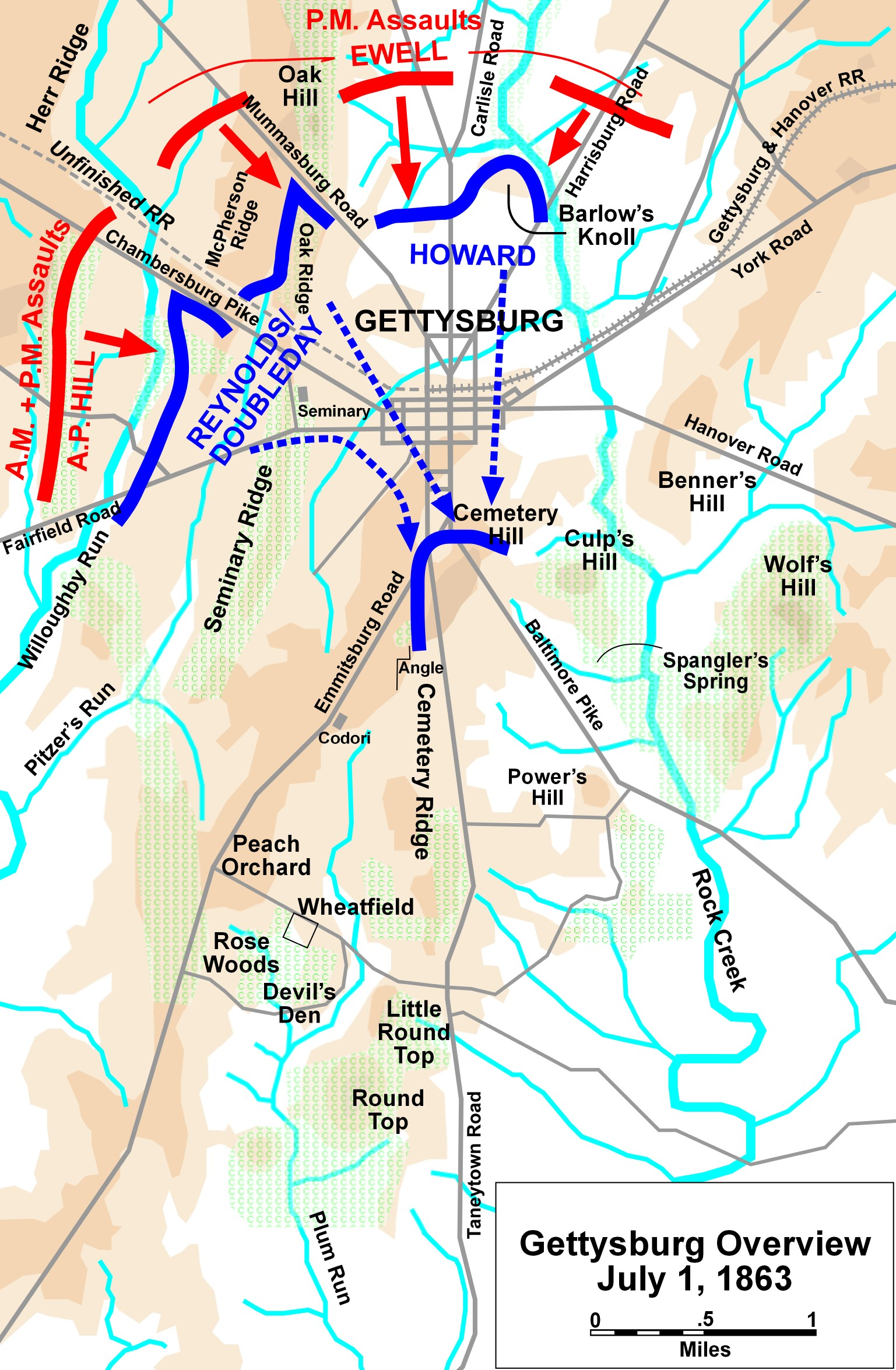
7월 1일 전투 경과도. 뷰퍼드가 유도한 전투가 큰 싸움으로 번졌다.
남군
북군

뷰퍼드 장군은 남군이 고지의 통제권을 장악할 경우 게티즈버그 남쪽의 고지대가 갖는 전술적 중요성을 바로 깨달았다. 게다가 게티즈버그는 사방으로 뚫린 도로 덕분에 교통의 요지이기도 했다. 미드 본대는 이동에 많은 시간이 걸릴 예정이었다. 뷰퍼드는 게티즈버그 서쪽 3개 능선을 지키기로 결심했다. 3개 능선은 신사 능선(Herr Ridge), 맥퍼슨 능선(McPherson Ridge), 그리고 마을을 향해 서쪽에서 동쪽으로 뻗어있는 신학교 능선(Seminary Ridge, 루터신학교가 있다)이었다. 이곳들은 강력한 남군에 대항하여 자신의 적은 병력의 사단으로 충분히 작전 행동을 지연시킬 수 있는 능선이었다(기병 사단은 보병 사단에 비해 병력 수가 훨씬 적다). 이것은 마을 남쪽의 강력한 방어거점인 묘지 언덕, 묘지 능선, 그리고 컬프스힐을 방어할 수 있는 보병부대의 도착을 기다리며 시간을 끌 수 있다는 의미였다.
히스 사단은 제임스 아처 준장과 조지프 R. 데이비스 준장이 지휘하는 2개 여단이 전면에서 접근했다. 그들은 챔버스버그 파이크를 따라서 동쪽에서 전진했다. 7월 1일, 오전 7시 30분, 마을 서쪽 5km 지점에서, 히스의 2개 여단은 전초 기병대로부터 경미한 저항을 받았고, 병력을 전투 대형으로 전개했다. 사실 그들은 윌리엄 갬블 대령의 기병 여단에서 파견된 중대급 병력이었고, 이들은 울타리 뒤에서 기병용 카빈총으로 속사를 하면서 시간을 벌었다. 오전 10시 20분, 남부동맹군은 북군 기병대를 팩퍼슨 리지로 동쪽에서 압박했는데, 북군 1군단(존 F. 레이놀즈 소장 지휘)의 선두부대가 마침내 도착했다.
파이크 북쪽에서 데이비스(히스 사단의 여단장)가 린샌더 커틀러 여단으로부터 약간의 성공을 거두긴 했지만, 능선에 미완성된 철도가 끊겨져 있는 지점에서 큰 손실을 입고 격퇴되었다. 파이크 남쪽, 아처 여단은 허버스트(맥퍼슨으로도 알려짐) 숲을 가로질러 공격했다. 솔로몬 메레디쓰 준장이 지휘하는 북군의 강철여단이 아처 여단을 상대로 아처 자신을 포함한 수백명의 포로를 획득하면서 주도권을 장악하였다.
전투 초기, 레이놀즈 장군은 숲 동쪽에서 직접 병력 및 포병들을 지휘하던 중에 저격을 당해 말에서 떨어져 쓰러졌다. 지휘권은 애브너 더블데이 소장이 인수하였다. 챔버스버그 파이크 지역 전투는 12시 30분 경까지 계속되었다. 전투는 오후 2시 30분 즈음에 다시 시작되어 히스 사단 전체가 투입되었고, 존 M. 브로큰브로 대령과 페티그루 여단도 가세하였다.
페티그루의 사우스캐톨라이나 여단은 19 인디애나 연대를 측면에서 공격하여 철의 여단을 왔던 길로 되돌려 보냈다. 26 노스캐롤라이나 연대(약 900명으로 이루어진 가장 큰 연대였다)가 심각한 피해를 입어 대략 212구의 시체를 남겨놓고 철수했다. 그들은 남북을 통틀어 가장 큰 피해를 입은 연대였고, 3일째 전투가 마무리되던 시점에서는 겨우 60명만이 서 있을 수 있었다. "강철 여단"은 묘지 능선을 향해 천천히 밀려났다. 힐은 윌리엄 펜더 사단을 공격에 투입시켰고, 북군 1군단은 루터신학교와 게티즈버그 거리를 통과하여 후퇴했다.
서쪽 전투가 진행돼 감에 따라, 근처에서 집결 중이던 부대에 내린 리 명령에 따라 케쉬타운을 향해 서쪽에서 행군하던 이월의 2군단 소속 2개 사단은 게티즈버그로 향하는 Carlisele와 해리스버그 가도를 따라 남쪽으로 방향을 틀었다. 그 사이 북군 11군단 (올리버 하워드 소장 지휘)은 볼티모어 파크와 태니타운 도로를 따라 북쪽으로 달렸다. 오후, 북군의 방어선은 게티즈버그의 북서쪽, 서쪽, 북쪽으로 큰 반원형을 이루었다.
불행히도 북군은 충분한 병력이 없었다. 챔버스버그 파이크의 북쪽에 전개한 커틀러는 그의 우익이 텅 비어 있었다. 11군단 소속 극좌익의 사단은 방어선을 강화할 시간을 가질 수 없었고, 더블데이는 그의 예비여단을 방어선에 투입시켜야 했다.
오후 2시경, 로버트 E. 로즈와 쥬벌 앤더슨 얼리의 2군단 소속 사단들이 마을 북쪽과 북서쪽에서 북군 1군단 및 11군단에 강력한 공격을 퍼부었다. 에드워드 A. 오닐과 알프레드 아이버슨의 여단들은 참나무 언덕 남쪽 존 C. 로빈슨 준장의 1군단 사단을 공격하여 심각한 손실을 입었다. 얼리 사단은 프랜시스 C. 바로우 준장이 자신의 11군단 소속 사단을 블로처 언덕(마을 북쪽에 있다. 이제는 바로우 언덕으로도 불린다고 한다)으로 전진시켰을 때 저지른 실수로 득을 보았다. 이 언덕은 군단 방어선 중에서 여러 방향에서 공격당하기 쉬운 돌출한 부분이었고, 얼리 사단은 북군 위치에서 우익을 형성한 바로우 사단을 공격하여 섬멸시킨 것이다. 바로우는 이 전투에서 부상을 입고 남군에 생포되었다.
마을의 북쪽과 서쪽 양쪽에서 북군의 방어선이 붕괴되자, 하워드 장군은 마을 남쪽의 고지대인 묘지 언덕으로 후퇴를 명령했고, 그곳에서 그는 아돌프 폰 쉬타인웨어 사단을 예비대로 배치했다.
리 장군은 북군이 고지대를 장악하고 있을 경우, 방어면에서 잠재력을 이해했다. 그는 유얼에게 "가능하다면" 묘지 언덕을 점령하라는 명령서를 보냈다. 많은 역사가들이 이것을 승리할 수 있는 기회를 상실한 큰 실수였다고 평가하는데, 이때 유얼은 공격을 선택하지 않았다. 혹자는 이때 리가 "반드시 점령하라(must take)"라고 명령해야 했다고 주장하기도 한다.
7월 1일 전투에 북군 18,000명에 대해 남군은 25,000명의 병력을 투입했고, 이는 전쟁 기간 중 23번째로 큰 전투였다.

## 전투 둘째 날 (7월 2일)

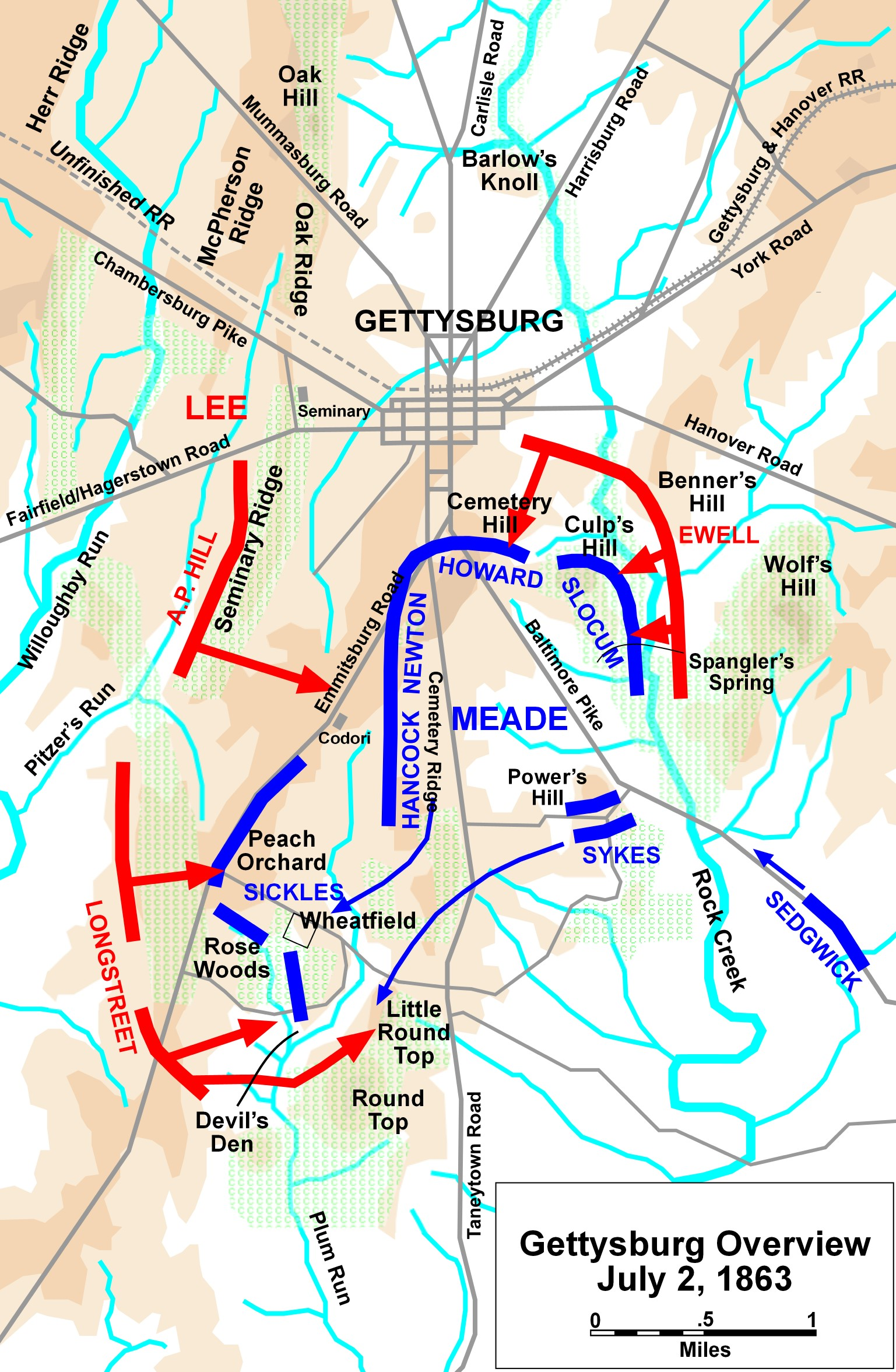
7월 2일 전투 경과도

### 전투 계획 및 기동
7월 1일 저녁 및 7월 2일 아침 내내 북군의 2군단, 3군단, 5군단, 6군단 및 12군단을 포함하여 양측의 보병들은 계속 전투 지역으로 집결했다. 롱스트리트의 3번째 사단인 조지 피켓 사단은 챔버스버그에서 아침 일찍 출발했으나 7월 2일 늦게까지 도착하지 못했다.
북군 방어선은 마을 남동쪽 컬프스 힐에서 시작하여 북서쪽으로 마을에서 남쪽인 묘지 언덕으로, 다시 묘지 능선을 따라 대략 3km 떨어진 남쪽의 리틀 라운드 탑 북쪽까지 이어졌다. 12군단의 대부분은 컬프스 힐에 배치되었고, 1군단 및 11군단의 남은 병력은 묘지 언덕에서 방어태세에 들어갔고, 2군단은 묘지 능선의 북쪽 절반가량을 담당하고, 3군단은 2군단 우익에서 위치를 잡으라는 명령을 받았다. 북군 방어선의 모양은 "낚싯바늘"같은 모양이다. 남군은 북군 방어선을 마주보며 마을을 동쪽으로 가르는 루터 신학교 능선으로 서쪽으로 대략 1600미터 떨어져 평행선을 달리며 배치되었다. 거기서부터 남군은 컬프스힐을 압박할 지점으로 남동쪽으로 휘어졌다. 이 결과 북군은 내선을 형성했고, 반면에 남군의 외선은 거리로 8km에 달했다. 이러한 배치는 먼 거리를 달려야 하는 남군보다 북군이 병력 집중과 기동에 유리한 이점을 제공하였을 뿐만 아니라, 단일 거리에서 병력 및 대포의 배치도 북군이 더 집중적으로 배치할 수 있었다. 이 점은 향후 전투 경과에서 북군에 막대한 이점을 제공하였다.
리의 7월 2일 전투 계획은 롱스트리트의 1군단에게 북동쪽으로 바라보며 에미츠버그 도로에 방어태세를 갖춘 북군 좌익을 공격할 위치를 은밀하게 장악하고 북군 방어선을 압박할 것을 요구했다. 공격 순서는 존 벨 후드와 라파예트 맥로우 사단이 시작하고, 힐의 3군단 소속 리처드 H. 앤더슨 사단이 뒤를 따를 예정이었다. 연속되는 사다리꼴 공격 제파는 북군 사령관 미드가 북군 좌익을 지원하기 위해 병력을 중앙에서 좌익으로 이동하지 못하게 했다. 동시에 에드워드 존슨과 주발 얼리의 2군단 사단들은 컬프스힐과 세메트리힐의 북군을 상대로 기만행동(양동공격)을 취할 예정이었다. 이것 역시 북군이 이동을 하지 못하게 하려는 것이었다. 그리고 만일 호기가 포착되면 즉시 양동공격을 중단하고 총공세로 전환하게 되어 있었다.
그렇지만, 리의 계획은 불완전한 정보에 기초한 것이었다. 이는 스튜어트가 계속 게티즈버그 현지에 없어서 리가 적군의 동태에 대한 정확한 정보를 얻을 수 없었기 때문이다. 북군 후방에서 계속 노략질을 하던 스튜어트는 7월 2일 오후 늦게나 게티즈버그로 돌아왔던 것이다. 북군의 좌익을 우회하여 공격하는 대신에 맥로우가 지휘하는 롱스트리트의 좌익 사단은 다니엘 시클스의 북군 3 군단과 정면으로 대치하고 있었다. 자신에게 할당된 묘지 능선의 남쪽 끝 부분의 방어위치가 불안했던 시클스는 서쪽으로 800m가량 이동하여 포격에 유리한 더 높은 고지로 자신의 병력을 재배치했다. 에미츠버그 도로를 따라 높이가 더 높은 지점이었다. 새로운 방어선은 악마의 소굴에서 시작하여 북서쪽으로 셔파이 농장의 복숭아 숲으로 이어져 거기서 다시 에미츠버그 도로를 따라 북동쪽으로 이어진 다음 코도리 농장의 남쪽으로 이어졌다. 이것은 복숭아나무숲에서 지키기 힘든 돌출부를 형성했다. 최초 3군단 배치 지점은 군데군데 늪이 있어서 시클스는 방어에 불리하다고 생각했고 미드의 허락도 받지 않고 멋대로 이동한 것이다. 서쪽으로 이동은 북군 방어선 입장에서는 3군단 혼자 돌출한 상태가 되었고 북군 방어선은 빈틈이 생기게 되었던 것이다. 앤드루 험프리 준장의 사단(에미츠버그 도로 주변 배치)과 데이비드 B. 버니 소장의 사단(남쪽으로 배치)은 양측면으로부터 공격에 직면했고, 그 소규모 군단이 지킬 수 있는 것 이상으로 공격이 계속되었다.
롱스트리트는 가능한 한 일찍 공격했어야 했다. 그러나 롱스트리트는 리에게서 아직 도착하지 않은 1개 여단을 기다리는 것을 허락해달라고 청했고, 그 동안 할당된 위치에 병력을 배치하는 동안 그의 부하들은 리틀 라운드 탑의 북군 신호 중계소의 감시권 안까지 도달했다. 게다가 시클스의 방어선 이동으로 그들을 찾느라 보낸 시간도 만만치 않았다. 발각되는 것을 피하고자 위해 많은 시간을 허비하며 행군한 끝에, 후드 사단과 맥로우 사단은 오후 4시~5시까지 공격을 시작하지 못했다. 그들이 이렇게 시간을 허비한 것은 시클스가 3군단을 멋대로 전진 배치하는 바람에 목표를 찾을 수 없어 헤맸던 것도 한 원인이 되었다.

### 북군 좌익에 대한 공격
롱스트리트 휘하의 사단들이 북군 3군단을 맹렬히 공격하자, 미드는 5군단 전체와 2군단 소속 콜드웰 사단, 12군단의 대부분과 새로 막 도착한 6군단의 일부를 증원군으로 보내야 했다. 공격에 참가한 롱스트리트의 사단은 조지 피켓 사단을 제외한 2개 사단 병력이 전부였다. 격렬한 전투가 복숭아 숲, 리틀 라운드 탑, 악마의 소굴, 밀밭지대 등에서 벌어졌다. 북군 3군단은 이 전투에서 전투부대로서는 사실상 괴멸되었고, 군단장 시클스의 다리도 포탄 파편 때문에 상처가 심각하여 절단해야 했다. 콜드웰 사단은 휘트필드에서 차례로 쓰러져갔다. 남군의 제파공격의 마지막인 앤더슨 사단이 오후 6시 경에 시작한 돌격은 묘지 능선(Cemetery Ridge)의 산등성이에 이르렀다. 복숭아 숲에 포진한 시클스에 대한 증원 때문에 북군 중앙의 전선이 얇아졌었고, 시클스와 증원군이 묘지 능선까지 후퇴하는 과정에서 시클스를 비롯한 좌익과 북군 중앙 사이에 반 마일 정도의 틈이 생겨, 앤더슨 휘하의 윌콕스 여단이 이를 노리고 전진하면서 한때 북군은 둘로 갈라질 뻔했다. 하지만 마침 근처에 있는 핸콕의 지시로 미네소타 1 보병연대가 윌콕스 여단에게 착검돌격을 감행하는 등 필사적인 방어를 펼치는 동안 지원이 도착하여 결국 남군을 격퇴시켰고, 앤더슨은 위치를 사수할 수 없어 물러날 수밖에 없었다.
한편, 5군단 소속 스트롱 빈센트(Strong Vincent) 대령의 소규모 여단 병력이 북군 위치에서 가장 중요한 리틀 라운드 탑(Little Round Top)에 진을 치고 있었다. 그는 소속된 5개 연대 병력을 이끌고 남군 후드 사단 소속 앨라배마 여단의 반복 공격을 격퇴하고 고지를 사수할 수 있었다. 미드의 공병참모인 거버너 워렌 준장이 이 지점의 중요성을 깨닫고 빈센트 여단과 해즐렛의 포병대, 140뉴욕연대 등을 배치하여 후드 부대가 도착하기 직전에 리틀 라운드 탑을 장악했다. 메인 20 연대의 착검 돌격은 남북전쟁 기간 중 가장 전설적인 사건이 되었다.

### 북군 우익에 대한 공격
저녁 7시 경, 컬프스힐을 목표로 한 남군 2군단 소속 존슨 사단의 공격은 늦게 시작되었다. 그곳을 지키던 북군의 12군단 대부분은 롱스트리트의 공격에 대비하여 좌익으로 이동하고 없었고, 오직 언덕에 남은 병력이라곤 조지 그린 준장이 지휘하는 뉴욕여단뿐이었다. 강력한 방어선을 구축하려는 그린의 고집과 1군단 및 11군단의 증원군 덕분에 그린의 부하들은 남군 공격을 막아내었지만, 남부인들은 그래도 컬프스힐의 낮은 지대에 대해 북군의 방어선 축성을 포기하게 할 수 있는 위치를 점령했다.
어둠이 깔릴 무렵, 얼리의 2개 여단은 동쪽 묘지 언덕에 포진한 북군 11군단을 공격했다. 묘지 언덕은 앤드루 L. 해리스 준장이 지휘하는 1사단 2여단이 병력의 반을 잃으면서 약해지는 공격을 막아내는 중이었다. 그러나 얼리는 북군 방어병력을 공격하는 그의 여단을 지원하지 못했고, 로버트 E. 로즈 소장이 지휘하는 이월의 남은 사단도 서쪽의 세미트리 힐(Cemetery Hill)을 거슬러 이동하는 바람에 얼리의 공격을 지원하지 못했다. 북군의 내선 방어선은 지휘관들이 위험한 지점으로 2군단의 증원군과 함께 병력을 이동시키는 것을 가능하게 해주었고, 북군은 동쪽 묘지 언덕을 여전히 차지하고 있었다. 얼리의 여단들은 후퇴할 수밖에 없었다.
젭 스튜어트와 그의 4개 기병여단은 오후 늦게 게티즈버그에 도착했지만, 2일째 전투에서도 여전히 아무런 역할도 하지 못했다. 웨이드 햄프턴 여단이 조지 암스트롱 커스터가 이끄는 미시간 기병대와 게티즈버그의 북동쪽 헌터스타운에서 소규모 전투를 벌인 것이 전부였다.

## 전투 셋째 날 (7월 3일)

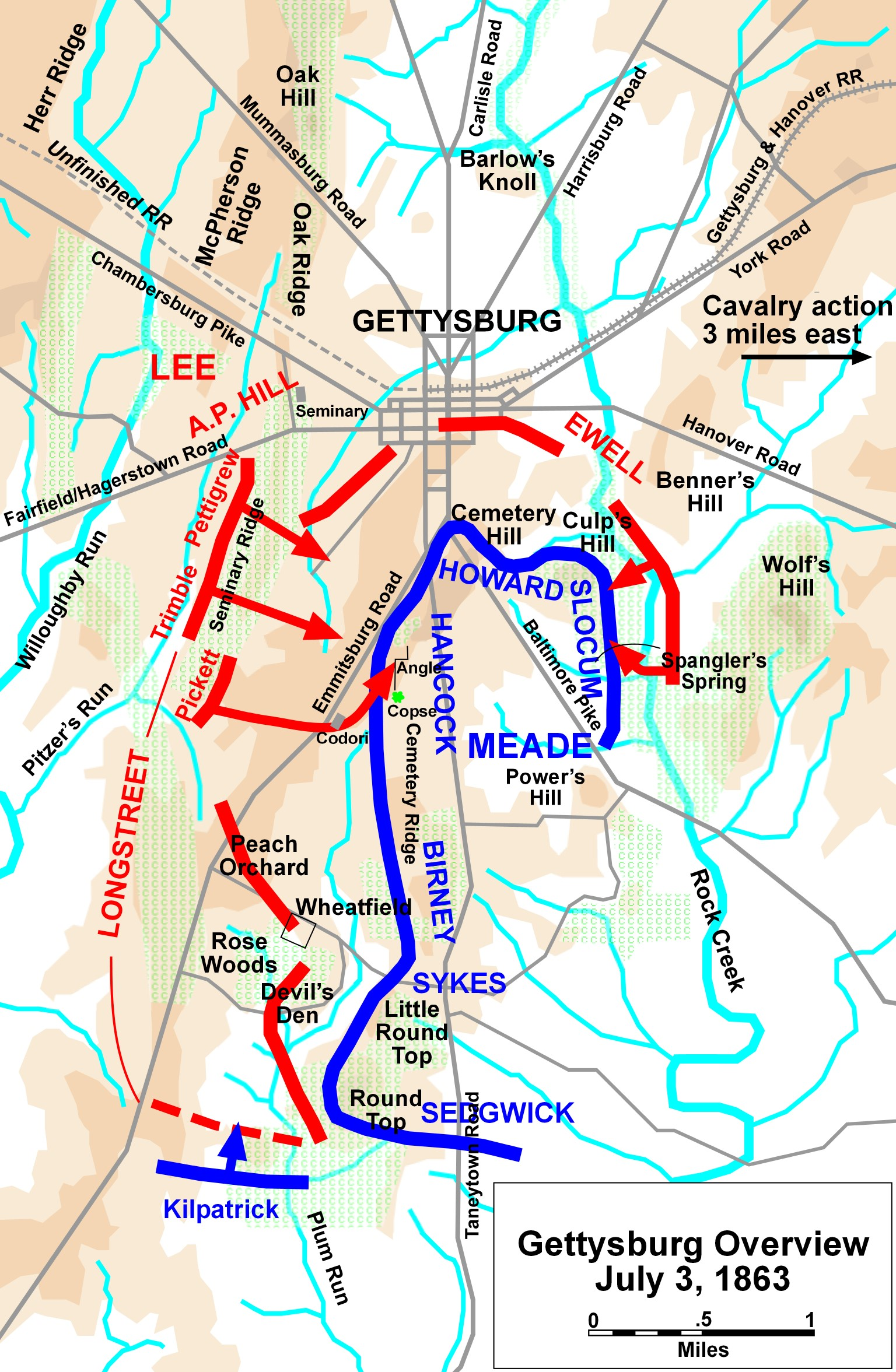
7월 3일 전투 경과도

리 장군은 7월 3일 금요일에 전날과 똑같은 기본 계획을 가지고 새로 공격하고자 했다. 롱스트리트 장군은 북부의 좌측을 공격하자고 했지만, 이월은 컬프스힐을 공격했다. 그러나, 롱스트리트가 채 준비를 마치기도 전에 북군 12군단이 남군이 장악한 컬프스힐에 기습 포격을 가한 후 맹렬한 공격을 가해왔다. 그들은 전날 자신들이 잃은 진지를 되찾으려고 했다. 이월의 남군은 컬프스힐을 공격했고, 전투 개시 7시간이 지난 후인 오전 11시에 겨우 전투가 중지되었다.
리는 그의 작전 계획을 변경하라는 압력을 받았다. 지금 롱스트리트는 묘지 능선의 북군 방어선 우측 중앙에 위치한 북군 2군단에 대한 공격에서 힐 군단 소속 6개 여단과 자신의 1군단 예하 피켓의 버지니아 사단을 지휘하게 될 것이었다. 공격에서 가장 중요한 점은 모든 남군 포병대가 보병대가 도착할 때까지 적 방어선을 두들겨 약화시키는 것이었다.

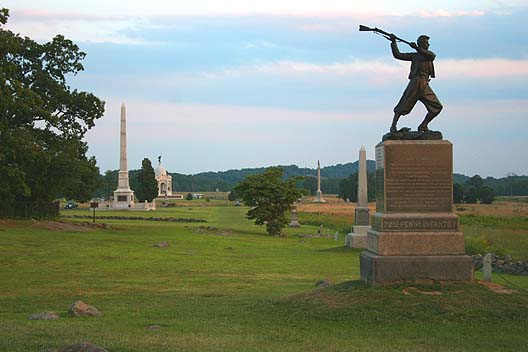
오늘날 볼 수 있는 묘지능선의 "High Water Mark". 펜실베이니아 72 지원보병연대("박스터의 필라델피아 불타는 주아브보병") 기념비가 오른쪽에 서 있고, 왼쪽으로 관목숲이 있다.

오후 1시경, 170문의 남군 대포가 아마도 전쟁 중에 가장 대규모로 포격을 퍼부었다. 북군 포병대는 남군 보병의 공격에 대비하여 탄약을 아끼기 위해 처음에는 반격을 하지 않았다. 15분가량 기다린 후, 80문 또는 그 이상의 북군 대포가 반격을 시작했다. 북버지니아군은 결정적으로 포탄이 부족했고, 북군 거점에 충분한 포격을 할 수 없었다. 오후 약 3시경, 포격이 잠잠해졌고, 12,500명의 남군 병사들이 산등선으로부터 나와 묘지능선을 향해 4/3 마일(1200미터)을 전진하기 시작했다. 이것이 피켓의 돌격이다.

피켓의 돌격 개요도. 남군은 양 측면 및 목표 지점의 3방향에서 북군 포병대의 격렬한 포격을 뒤집어쓰며 약 1.5km의 평원을 전진해야 했다. 그림에서 남군의 아래 위에서 남군의 진격 방향으로 향하는 붉은 화살표가 북군 포병대의 포격이다. 두 지점은 2일에 남군이 장악하지 못했거나, 3일 아침에 북군에 도로 빼앗긴 곳이었다.

남군이 공격 지점으로 전진할 때 북군 2군단의 소총 집중 사격과 묘지 언덕 및 리틀 라운드 탑에서 쏴대는 격렬한 포격 때문에, 공격대의 거의 절반이 공격개시선으로 돌아오지 못했다. 오른쪽의 개요도에서 보듯, 남군은 엄폐물이 없는 탁 트인 평원에서 3면에서 포격을 당한 것이다. 비록 "꼭짓점"으로 불린 낮은 돌담 울타리에서 북군 방어선이 일시적으로나마 무너지기는 했지만, 잡목 숲으로 불린 북쪽 방향에 있던 지원부대가 틈새를 메우며 달려들었고, 남군의 공격은 격퇴되었다.
7월 3일에는 중요한 2번의 기병 전투가 있었다. 스튜어트는 남군 좌익을 보호하고 묘지 언덕 공격에서 보병대가 북군 우익을 강타하여 북군의 보급선과 통신선을 차단하는 데 성공을 거두면, 그 성공을 이용할 준비를 하고 있었다. 게티즈버그 동쪽 5킬로미터 지점에서 지금은 "East Cavalry Field"(첨부 지도에는 보이지 않으나 요크와 하노버 도로 사이에 있다)라고 불리는 곳에서 스튜어트 부대는 북군 기병대와 충돌했다. 북군 기병대는 데이비드 맥그레그 준장과 조지 암스트롱 커스터 준장의 여단이었다. 사브르로 백병전까지 하며 치른 긴 전투가 벌어졌다. 커스터는 1미시간 연대를 이끌고 돌격을 감행하여 웨이드 햄프턴 여단의 공격을 무력화시켜 스튜어트가 북군 지역에서 목적을 달성하지 못하게 막아냈다. 피켓의 돌격 후, 미드는 저드슨 킬패트릭 준장에게 빅라운드탑의 남동쪽에 있는 롱스트리트 군단의 보병 진지에 대한 공격을 명령했다. 엘런 파른스워스 준장은 그 명령에 저항했으나 명령은 명령이었다. 그 결과, 파른스워스는 전사했고, 그의 여단은 심각한 피해를 입었다.

## 영향
양측 군대가 피에 젖은 들판을 사이에 두고 대치하고 있던 7월 4일, 빅스버그가 율리시스 그랜트의 북군에 항복하였다. 리는 미드의 추격에 대비하여 방어 태세로 부대를 재배치하였다(7월 3일까지 리는 오직 정면 공격만을 계속 고집했다). 그러나 신중한 북군 사령관 미드는 위험을 감수할 생각이 없었고, 리의 잔존 부대를 추격하지 않았다. 훗날 이 결정 때문에 미드는 많은 비판을 받게 된다.
7월 5일, 비가 내리는 와중에 북버지니아군은 하게스타운 도로를 따라 게티즈버그를 떠났다. 게티즈버그 전투는 끝났고, 남부동맹은 버지니아로 격퇴된 것이다. 미드의 포토맥군이 뒤를 추격했지만, 추격은 형식적이었고, 애써 잔존 북버지니아군을 잡으려고 하지는 않았다. 최근에 내린 비로 인해 포토맥 강은 범람하고 있었고, 북버지니아군은 북쪽 강둑에서 정체되었다. 그러나 북군이 따라잡았을 즈음 남군은 강을 건너 버지니아로 철수할 준비를 마쳤다. 7월 14일, 치명상을 입은 페티그루 장군을 포함하여 수많은 사상자를 낸 게티즈버그 전역은 종료되었다.

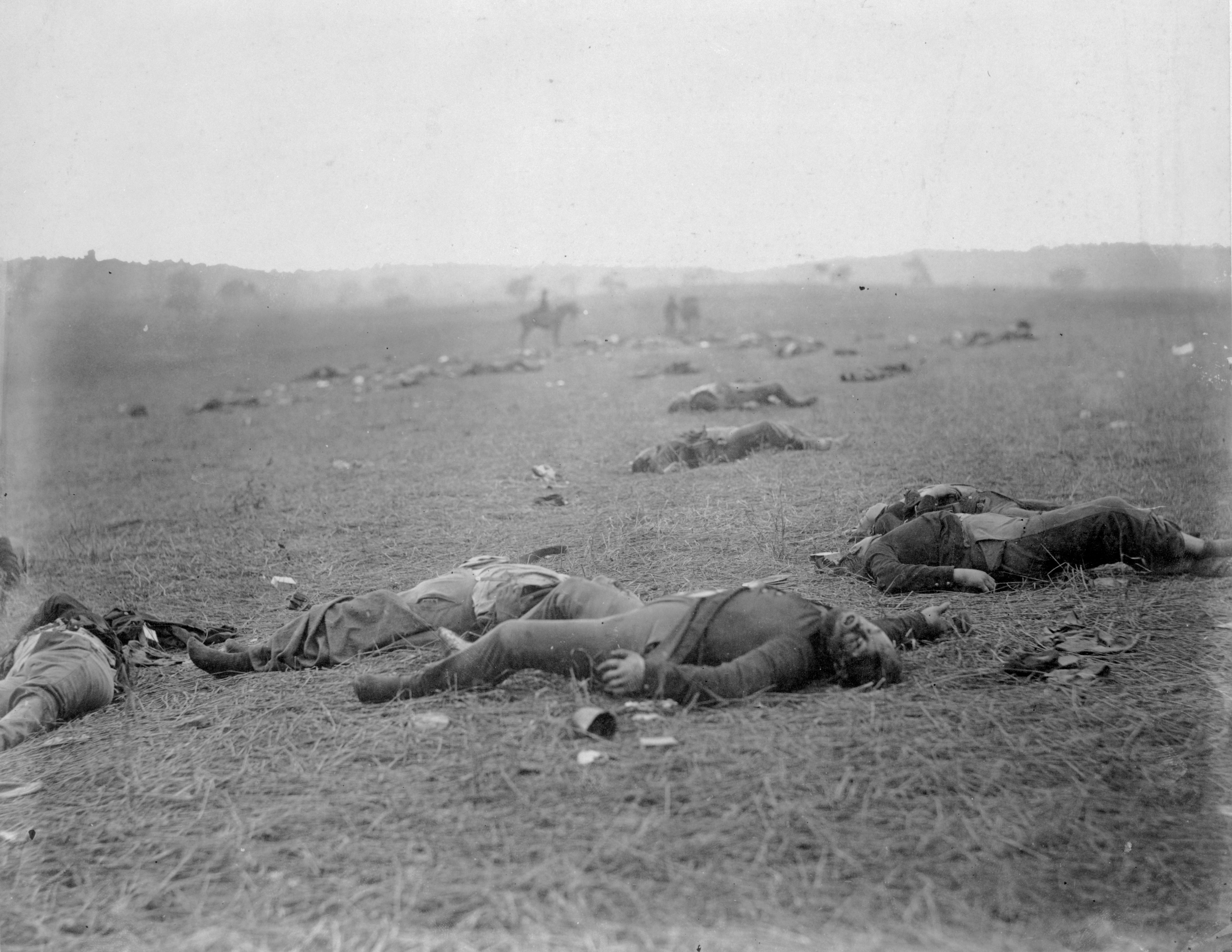
"The Harvest of Death": 게티즈버그에 버려진 북군 시체들. 티모시 설리번(Timothy H. O'Sullivan)이 1863년 7월 5일에 찍은 사진

게티즈버그 전투의 결과에도, 리 장군은 부하들이 무적이라고 계속 믿는 듯했다. 리 군복무 경력 대부분을 차지하는 지난 5월 초 챈슬러즈빌 전투의 위대한 승리와 7월 1일 게티즈버그에서 북군의 패배까지 그에게 이런 확신을 심어주었다. 이런 맹목적인 믿음에 좋지 않은 영향을 준 것은 북버지니아군의 많은 지휘관들이 경험 부족이었다는 사실이다. 예를 들어 능력있는 사단 지휘관들이었던 힐이나 이월도 전에는 군단을 지휘해본 적은 없었던 것이다. 또한 장군들과 사단 지휘관들에게 명령을 내린 후에 그들에게 맡겨놓고 자신은 전선에서 떠나는 식의 부하들에게 맡겨놓는 리의 습관이 패전의 한 요인이 되었다. 비록 스톤월 잭슨과는 이 방식으로 숱한 성공을 거두긴 했지만, 리의 느슨한 지휘 방식이 잭슨이 아닌 군단 지휘관에게도 그대로 통용된 것은 아니었던 것이다. 그의 지휘방식에 문제가 있음이 입증된 것이다. 마지막으로 7월 1일 이후, 남군은 각 부대 간에 유기적으로 협동하며 공격을 수행할 수 없었다. 리는 그들의 고향에서 더 잘 싸우고 임무에 열성적인 조지 G. 미드 소장과 포토맥군이라는 새롭고 매우 위험한 적을 마주쳤던 것이다.
각 군대는 이동했지만, 게티즈버그에는 청소해야 할 것들이 너무 많았다. 두 군대는 전사, 부상, 실종 및 포로 등으로 도합 51,000여 명의 사상자를 냈다. 7천 명 이상의 병사들이 즉사했고, 빨리 매장해야 할 이 시체들은 뜨거운 여름 햇볕 아래 버려졌다(설리번의 사진에 나와 있는 그대로다). 5천여 마리의 말 시체는 마을 남쪽에서 소각되었다. 마을 주민들은 불쾌한 악취에 시달렸다. 전쟁의 피해는 국립 군인묘지가 헌정된 11월 19일 이후 4개월이 더 지난 후에도 아직도 게티즈버그에 흔적을 남겨놓고 있었다. 추모 기간 동안 에이브러햄 링컨 대통령은 게티즈버그 연설에서 전쟁 노력과 이상에 대해 남과 북을 통틀어 게티즈버그에서 헛되이 죽어간 병사는 없다는 추모사를 했다.
오늘날, 게티즈버그 국립 묘지와 게티즈버그 전장은 미국 국립공원 중 하나로 지정되어 유지되고 있다. 게티즈버그 군사공원이 그것으로, 두 국가(연방과 남부동맹)에서 가장 경외 받는 역사 유적이 되었다.

## 참고
피켓의 돌격이 실패한 뒤 패전하자 리는 "아...잭슨이 살아있었더라면..."이라 말했다고 한다.
리의 오른팔이자 명장인 잭슨이 만약 살아있었더라면 게티즈버즈 전투는 판도가 바뀔수도 있었을 것이다.
3일간 계속된 게티즈버그 전투는 전쟁 중 가장 큰 희생자를 낸 전투였다.

## 참고 문헌
- Coddington, Edwin B., The Gettysburg Campaign; a study in command, Scribner's, 1968, ISBN 0-684-84569-5.
- Tagg, Larry, The Generals of Gettysburg, Savas Publishing, 1998, ISBN 1-882810-30-9.
- 《남북전쟁 : 새로운 자유의 탄생》, 박정기 저, 삶과꿈(L&D), 2002년 4월, ISBN 89-7594-561-8